# Sus salvanius
El jabalí enano (Sus salvanius) es una especie de mamífero artiodáctilo de la familia Suidae. Es posiblemente la especie de la familia Suidae en mayor peligro de extinción. Sólo habita en Bután, el sur de Nepal y el norte de la India. Su tamaño es similar al de un conejo. De acuerdo con Funk et al., debería clasificarse en un nuevo género monotípico, Porcula, y ser renombrada como Porcula salvania.